# نظام دوريات كرة القدم الإنجليزية
نظام دوريات كرة القدم الإنجليزية (بالإنجليزية: English football league system)‏، معروف أيضاً بـهرم كرة القدم (بالإنجليزية: football pyramid)‏، هو مجموعة من الدوريات المترابطة لأندية كرة القدم الرجالية في إنجلترا، مع تواجد ستة أندية من ويلز وغيرنسي. النظام يعمل بشكل هرمي مع نظام صعود وهبوط بين الدوريات على المستويات مختلفة، مما يعطي نظرياً أصغر الأندية إمكانية الوصول لأعلى مستوى في النظام، رغم أنه عملياً سيحتاج فريق يلعب في المستوى الأدنى عقدين من الإستمرار في إنهاء الموسم في أو قريب من المركز الأول في الدوريات التعاقبة للوصول للمستوى الأعلى، وحتى عندها ستظهر شروط إضافية في المستويات العليا، غالباً تتعلق بالملعب والمرافق، قد تمنع النادي من المشاركة. هناك أكثر من 140 دوري مقسمة على 480 درجة.

## قوانين الصعود والهبوط لأعلى 8 مستويات

صورة توضح المناطق التي تشملها دوريات المستوى 8
الدوري الممتاز الشمالي الدرجة الأولى شمال
الدوري الممتاز الشمالي الدرجة الأولى جنوب
دوري إسثميان الدرجة الأولى شمال
دوري إسثميان الدرجة الأولى جنوب
الدوري الجنوبي الدرجة الأولى الوسطى
الدوري الجنوبي الدرجة الأولى جنوب وغرب

1. الدوري الممتاز (بالإنجليزية: Premier League)‏ (المستوى 1، 20 نادي): آخر ثلاثة في الترتيب يهبطون.
2. دوري البطولة الإنجليزية (بالإنجليزية: English Football League Championship)‏ (المستوى 2، 24 نادي): الأول والثاني يصعدون مباشرة، المراكز 3-6 يلعبون أدوار اقصائية في ما بينهم يحصل الفائز بها على المقعد المؤهل الثالث. آخر ثلاثة يهبطون.
3. الدوري الإنجليزي الدرجة الأولى (بالإنجليزية: English Football League One)‏ (المستوى 3، 24 نادي): الأول والثاني يصعدون مباشرة، المراكز 3-6 يلعبون أدوار اقصائية في ما بينهم يحصل الفائز بها على المقعد المؤهل الثالث. آخر أربعة يهبطون.
4. الدوري الإنجليزي الدرجة الثانية (بالإنجليزية: English Football League Two)‏ (مستوى 4، 24 نادي): أول ثلاثة يصعدون مباشرة، المراكز 4-7 يلعبون أدوار اقصائية في ما بينهم يحصل الفائز بها على المقعد المؤهل الرابع. آخر إثنين بهبطون.
5. الدوري الوطني (بالإنجليزية: National League)‏ (مستوى 5، 24 نادي): يتأهل البطل مباشرة، المراكز 2-5 يلعبون أدوار اقصائية في ما بينهم يحصل الفائز بها على المقعد المؤهل الثاني. آخر إثنين يهبطون لدوري الشمال أو دوري الجنوب حسب ما هو مناسب.
6. دوري الشمال الوطني (بالإنجليزية: National League North)‏ ودوري الجنوب الوطني (بالإنجليزية: National League South)‏ (مستوى 6، 22 نادي في كل دوري، يُلعبان توازياً): البطل في كل دوري يتأهل مباشرة، المراكز 2-5 من كل دوري يلعبون أدوار اقصائية في ما بينهم يحصل الفائز بها على المقعد المؤهل الثاني. آخر ثلاثة يهبطون من كل دوري إلى الدوري الممتاز الشمالي أو الدوري الجنوبي أو دوري إسثميان حسب ما هو مناسب. إذا لم يتساوى عدد الأندية بين الدوريين بعد عملية الصعود والهبوط، يتم نقل نادي أو أكثر بين الدوريين حتى تتساوى مجدداً.
7. الدوري الممتاز الشمالي الدرجة الممتازة (بالإنجليزية: Northern Premier League Premier Division)‏ والدوري الجنوبي الدرجة الممتازة (بالإنجليزية: Southern Football League Premier Division)‏ ودوري إسثميان الدرجة الممتازة (بالإنجليزية: Isthmian League Premier Division)‏ (مستوى 7، 24 نادي في كل دوري، تُلعب توازياً): البطل من كل دوري يتأهل مباشرة، المراكز 2-5 من كل دوري يلعبون أدوار اقصائية في ما بينهم يحصل الفائز بها على المقعد المؤهل الثاني. آخر 4 مراكز يهبطون إلى دوريات المستوى 8 حسب ما هو مناسب. إذا لم يتساوى عدد الأندية بين الدوريات بعد عملية الصعود والهبوط، يتم نقل نادي أو أكثر بين الدوريات حتى تتساوى مجدداً.
8. الدوري الممتاز الشمالي الدرجة الأولى شمال (بالإنجليزية: Northern Premier League Division One North)‏ والدوري الممتاز الشمالي الدرجة الأولى جنوب (بالإنجليزية: Northern Premier League Division One South)‏ والدوري الجنوبي الدرجة الأولى الوسطى (بالإنجليزية: Southern Football League Division One Central)‏ والدوري الجنوبي الدرجة الأولى جنوب وغرب (بالإنجليزية: Southern Football League Division One South & West)‏ ودوري إسثميان الدرجة الأولى شمال (بالإنجليزية: Isthmian League Division One North)‏ ودوري إسثميان الدرجة الأولى جنوب (بالإنجليزية: Isthmian League Division One South)‏ (مستوى 8، 22 فريق في دوريات الشمالية والجنوبية و24 دوريات إسثميان، تُلعب توازياً): البطل من كل دوري يتأهل مباشرة، المراكز 2-5 من كل دوري يلعبون أدوار اقصائية في ما بينهم يحصل الفائز بها على المقعد المؤهل الثاني. آخر مركزين من الدوريات الشمالية والجنوبية وآخر ثلاث مراكز من دوريات إسثميان يهبطون لدوريات المستوى 9 حسب ما هو مناسب.

## النظام
| المستوى | الدوري/الدرجة                                                              | الدوري/الدرجة                                                              | الدوري/الدرجة                                                              | الدوري/الدرجة                                                              | الدوري/الدرجة                                                              | الدوري/الدرجة                                                              | الدوري/الدرجة                                                              | الدوري/الدرجة                                                              | الدوري/الدرجة                                                              | الدوري/الدرجة                                                              | الدوري/الدرجة                                                              | الدوري/الدرجة                                                              | الدوري/الدرجة                                                            | الدوري/الدرجة                                                            | الدوري/الدرجة                                                            | الدوري/الدرجة                                                            | الدوري/الدرجة                                                           | الدوري/الدرجة                                                           | الدوري/الدرجة                                                           | الدوري/الدرجة                                                           | الدوري/الدرجة                                                             | الدوري/الدرجة                                                             | الدوري/الدرجة                                                             | الدوري/الدرجة                                                             | الدوري/الدرجة                                                           | الدوري/الدرجة                                                           | الدوري/الدرجة                                                           | الدوري/الدرجة                                                           |
| ------- | -------------------------------------------------------------------------- | -------------------------------------------------------------------------- | -------------------------------------------------------------------------- | -------------------------------------------------------------------------- | -------------------------------------------------------------------------- | -------------------------------------------------------------------------- | -------------------------------------------------------------------------- | -------------------------------------------------------------------------- | -------------------------------------------------------------------------- | -------------------------------------------------------------------------- | -------------------------------------------------------------------------- | -------------------------------------------------------------------------- | ------------------------------------------------------------------------ | ------------------------------------------------------------------------ | ------------------------------------------------------------------------ | ------------------------------------------------------------------------ | ----------------------------------------------------------------------- | ----------------------------------------------------------------------- | ----------------------------------------------------------------------- | ----------------------------------------------------------------------- | ------------------------------------------------------------------------- | ------------------------------------------------------------------------- | ------------------------------------------------------------------------- | ------------------------------------------------------------------------- | ----------------------------------------------------------------------- | ----------------------------------------------------------------------- | ----------------------------------------------------------------------- | ----------------------------------------------------------------------- |
| 1       | الدوري الإنجليزي الممتاز 20 أندية – 3 هبوط                                 | الدوري الإنجليزي الممتاز 20 أندية – 3 هبوط                                 | الدوري الإنجليزي الممتاز 20 أندية – 3 هبوط                                 | الدوري الإنجليزي الممتاز 20 أندية – 3 هبوط                                 | الدوري الإنجليزي الممتاز 20 أندية – 3 هبوط                                 | الدوري الإنجليزي الممتاز 20 أندية – 3 هبوط                                 | الدوري الإنجليزي الممتاز 20 أندية – 3 هبوط                                 | الدوري الإنجليزي الممتاز 20 أندية – 3 هبوط                                 | الدوري الإنجليزي الممتاز 20 أندية – 3 هبوط                                 | الدوري الإنجليزي الممتاز 20 أندية – 3 هبوط                                 | الدوري الإنجليزي الممتاز 20 أندية – 3 هبوط                                 | الدوري الإنجليزي الممتاز 20 أندية – 3 هبوط                                 | الدوري الإنجليزي الممتاز 20 أندية – 3 هبوط                               | الدوري الإنجليزي الممتاز 20 أندية – 3 هبوط                               | الدوري الإنجليزي الممتاز 20 أندية – 3 هبوط                               | الدوري الإنجليزي الممتاز 20 أندية – 3 هبوط                               | الدوري الإنجليزي الممتاز 20 أندية – 3 هبوط                              | الدوري الإنجليزي الممتاز 20 أندية – 3 هبوط                              | الدوري الإنجليزي الممتاز 20 أندية – 3 هبوط                              | الدوري الإنجليزي الممتاز 20 أندية – 3 هبوط                              | الدوري الإنجليزي الممتاز 20 أندية – 3 هبوط                                | الدوري الإنجليزي الممتاز 20 أندية – 3 هبوط                                | الدوري الإنجليزي الممتاز 20 أندية – 3 هبوط                                | الدوري الإنجليزي الممتاز 20 أندية – 3 هبوط                                | الدوري الإنجليزي الممتاز 20 أندية – 3 هبوط                              | الدوري الإنجليزي الممتاز 20 أندية – 3 هبوط                              | الدوري الإنجليزي الممتاز 20 أندية – 3 هبوط                              | الدوري الإنجليزي الممتاز 20 أندية – 3 هبوط                              |
| 2       | دوري البطولة الإنجليزية 24 أندية – 3 صعود، 3 هبوط                          | دوري البطولة الإنجليزية 24 أندية – 3 صعود، 3 هبوط                          | دوري البطولة الإنجليزية 24 أندية – 3 صعود، 3 هبوط                          | دوري البطولة الإنجليزية 24 أندية – 3 صعود، 3 هبوط                          | دوري البطولة الإنجليزية 24 أندية – 3 صعود، 3 هبوط                          | دوري البطولة الإنجليزية 24 أندية – 3 صعود، 3 هبوط                          | دوري البطولة الإنجليزية 24 أندية – 3 صعود، 3 هبوط                          | دوري البطولة الإنجليزية 24 أندية – 3 صعود، 3 هبوط                          | دوري البطولة الإنجليزية 24 أندية – 3 صعود، 3 هبوط                          | دوري البطولة الإنجليزية 24 أندية – 3 صعود، 3 هبوط                          | دوري البطولة الإنجليزية 24 أندية – 3 صعود، 3 هبوط                          | دوري البطولة الإنجليزية 24 أندية – 3 صعود، 3 هبوط                          | دوري البطولة الإنجليزية 24 أندية – 3 صعود، 3 هبوط                        | دوري البطولة الإنجليزية 24 أندية – 3 صعود، 3 هبوط                        | دوري البطولة الإنجليزية 24 أندية – 3 صعود، 3 هبوط                        | دوري البطولة الإنجليزية 24 أندية – 3 صعود، 3 هبوط                        | دوري البطولة الإنجليزية 24 أندية – 3 صعود، 3 هبوط                       | دوري البطولة الإنجليزية 24 أندية – 3 صعود، 3 هبوط                       | دوري البطولة الإنجليزية 24 أندية – 3 صعود، 3 هبوط                       | دوري البطولة الإنجليزية 24 أندية – 3 صعود، 3 هبوط                       | دوري البطولة الإنجليزية 24 أندية – 3 صعود، 3 هبوط                         | دوري البطولة الإنجليزية 24 أندية – 3 صعود، 3 هبوط                         | دوري البطولة الإنجليزية 24 أندية – 3 صعود، 3 هبوط                         | دوري البطولة الإنجليزية 24 أندية – 3 صعود، 3 هبوط                         | دوري البطولة الإنجليزية 24 أندية – 3 صعود، 3 هبوط                       | دوري البطولة الإنجليزية 24 أندية – 3 صعود، 3 هبوط                       | دوري البطولة الإنجليزية 24 أندية – 3 صعود، 3 هبوط                       | دوري البطولة الإنجليزية 24 أندية – 3 صعود، 3 هبوط                       |
| 3       | الدوري الإنجليزي الدرجة الأولى 24 أندية (currently 23) – 3 صعود، 3 هبوط    | الدوري الإنجليزي الدرجة الأولى 24 أندية (currently 23) – 3 صعود، 3 هبوط    | الدوري الإنجليزي الدرجة الأولى 24 أندية (currently 23) – 3 صعود، 3 هبوط    | الدوري الإنجليزي الدرجة الأولى 24 أندية (currently 23) – 3 صعود، 3 هبوط    | الدوري الإنجليزي الدرجة الأولى 24 أندية (currently 23) – 3 صعود، 3 هبوط    | الدوري الإنجليزي الدرجة الأولى 24 أندية (currently 23) – 3 صعود، 3 هبوط    | الدوري الإنجليزي الدرجة الأولى 24 أندية (currently 23) – 3 صعود، 3 هبوط    | الدوري الإنجليزي الدرجة الأولى 24 أندية (currently 23) – 3 صعود، 3 هبوط    | الدوري الإنجليزي الدرجة الأولى 24 أندية (currently 23) – 3 صعود، 3 هبوط    | الدوري الإنجليزي الدرجة الأولى 24 أندية (currently 23) – 3 صعود، 3 هبوط    | الدوري الإنجليزي الدرجة الأولى 24 أندية (currently 23) – 3 صعود، 3 هبوط    | الدوري الإنجليزي الدرجة الأولى 24 أندية (currently 23) – 3 صعود، 3 هبوط    | الدوري الإنجليزي الدرجة الأولى 24 أندية (currently 23) – 3 صعود، 3 هبوط  | الدوري الإنجليزي الدرجة الأولى 24 أندية (currently 23) – 3 صعود، 3 هبوط  | الدوري الإنجليزي الدرجة الأولى 24 أندية (currently 23) – 3 صعود، 3 هبوط  | الدوري الإنجليزي الدرجة الأولى 24 أندية (currently 23) – 3 صعود، 3 هبوط  | الدوري الإنجليزي الدرجة الأولى 24 أندية (currently 23) – 3 صعود، 3 هبوط | الدوري الإنجليزي الدرجة الأولى 24 أندية (currently 23) – 3 صعود، 3 هبوط | الدوري الإنجليزي الدرجة الأولى 24 أندية (currently 23) – 3 صعود، 3 هبوط | الدوري الإنجليزي الدرجة الأولى 24 أندية (currently 23) – 3 صعود، 3 هبوط | الدوري الإنجليزي الدرجة الأولى 24 أندية (currently 23) – 3 صعود، 3 هبوط   | الدوري الإنجليزي الدرجة الأولى 24 أندية (currently 23) – 3 صعود، 3 هبوط   | الدوري الإنجليزي الدرجة الأولى 24 أندية (currently 23) – 3 صعود، 3 هبوط   | الدوري الإنجليزي الدرجة الأولى 24 أندية (currently 23) – 3 صعود، 3 هبوط   | الدوري الإنجليزي الدرجة الأولى 24 أندية (currently 23) – 3 صعود، 3 هبوط | الدوري الإنجليزي الدرجة الأولى 24 أندية (currently 23) – 3 صعود، 3 هبوط | الدوري الإنجليزي الدرجة الأولى 24 أندية (currently 23) – 3 صعود، 3 هبوط | الدوري الإنجليزي الدرجة الأولى 24 أندية (currently 23) – 3 صعود، 3 هبوط |
| 4       | الدوري الإنجليزي الدرجة الثانية 24 أندية – 4 صعود، 2 هبوط                  | الدوري الإنجليزي الدرجة الثانية 24 أندية – 4 صعود، 2 هبوط                  | الدوري الإنجليزي الدرجة الثانية 24 أندية – 4 صعود، 2 هبوط                  | الدوري الإنجليزي الدرجة الثانية 24 أندية – 4 صعود، 2 هبوط                  | الدوري الإنجليزي الدرجة الثانية 24 أندية – 4 صعود، 2 هبوط                  | الدوري الإنجليزي الدرجة الثانية 24 أندية – 4 صعود، 2 هبوط                  | الدوري الإنجليزي الدرجة الثانية 24 أندية – 4 صعود، 2 هبوط                  | الدوري الإنجليزي الدرجة الثانية 24 أندية – 4 صعود، 2 هبوط                  | الدوري الإنجليزي الدرجة الثانية 24 أندية – 4 صعود، 2 هبوط                  | الدوري الإنجليزي الدرجة الثانية 24 أندية – 4 صعود، 2 هبوط                  | الدوري الإنجليزي الدرجة الثانية 24 أندية – 4 صعود، 2 هبوط                  | الدوري الإنجليزي الدرجة الثانية 24 أندية – 4 صعود، 2 هبوط                  | الدوري الإنجليزي الدرجة الثانية 24 أندية – 4 صعود، 2 هبوط                | الدوري الإنجليزي الدرجة الثانية 24 أندية – 4 صعود، 2 هبوط                | الدوري الإنجليزي الدرجة الثانية 24 أندية – 4 صعود، 2 هبوط                | الدوري الإنجليزي الدرجة الثانية 24 أندية – 4 صعود، 2 هبوط                | الدوري الإنجليزي الدرجة الثانية 24 أندية – 4 صعود، 2 هبوط               | الدوري الإنجليزي الدرجة الثانية 24 أندية – 4 صعود، 2 هبوط               | الدوري الإنجليزي الدرجة الثانية 24 أندية – 4 صعود، 2 هبوط               | الدوري الإنجليزي الدرجة الثانية 24 أندية – 4 صعود، 2 هبوط               | الدوري الإنجليزي الدرجة الثانية 24 أندية – 4 صعود، 2 هبوط                 | الدوري الإنجليزي الدرجة الثانية 24 أندية – 4 صعود، 2 هبوط                 | الدوري الإنجليزي الدرجة الثانية 24 أندية – 4 صعود، 2 هبوط                 | الدوري الإنجليزي الدرجة الثانية 24 أندية – 4 صعود، 2 هبوط                 | الدوري الإنجليزي الدرجة الثانية 24 أندية – 4 صعود، 2 هبوط               | الدوري الإنجليزي الدرجة الثانية 24 أندية – 4 صعود، 2 هبوط               | الدوري الإنجليزي الدرجة الثانية 24 أندية – 4 صعود، 2 هبوط               | الدوري الإنجليزي الدرجة الثانية 24 أندية – 4 صعود، 2 هبوط               |
| 5       | دوري الدرجة الخامسة الإنجليزي 24 أندية – 2 صعود، 4 هبوط                    | دوري الدرجة الخامسة الإنجليزي 24 أندية – 2 صعود، 4 هبوط                    | دوري الدرجة الخامسة الإنجليزي 24 أندية – 2 صعود، 4 هبوط                    | دوري الدرجة الخامسة الإنجليزي 24 أندية – 2 صعود، 4 هبوط                    | دوري الدرجة الخامسة الإنجليزي 24 أندية – 2 صعود، 4 هبوط                    | دوري الدرجة الخامسة الإنجليزي 24 أندية – 2 صعود، 4 هبوط                    | دوري الدرجة الخامسة الإنجليزي 24 أندية – 2 صعود، 4 هبوط                    | دوري الدرجة الخامسة الإنجليزي 24 أندية – 2 صعود، 4 هبوط                    | دوري الدرجة الخامسة الإنجليزي 24 أندية – 2 صعود، 4 هبوط                    | دوري الدرجة الخامسة الإنجليزي 24 أندية – 2 صعود، 4 هبوط                    | دوري الدرجة الخامسة الإنجليزي 24 أندية – 2 صعود، 4 هبوط                    | دوري الدرجة الخامسة الإنجليزي 24 أندية – 2 صعود، 4 هبوط                    | دوري الدرجة الخامسة الإنجليزي 24 أندية – 2 صعود، 4 هبوط                  | دوري الدرجة الخامسة الإنجليزي 24 أندية – 2 صعود، 4 هبوط                  | دوري الدرجة الخامسة الإنجليزي 24 أندية – 2 صعود، 4 هبوط                  | دوري الدرجة الخامسة الإنجليزي 24 أندية – 2 صعود، 4 هبوط                  | دوري الدرجة الخامسة الإنجليزي 24 أندية – 2 صعود، 4 هبوط                 | دوري الدرجة الخامسة الإنجليزي 24 أندية – 2 صعود، 4 هبوط                 | دوري الدرجة الخامسة الإنجليزي 24 أندية – 2 صعود، 4 هبوط                 | دوري الدرجة الخامسة الإنجليزي 24 أندية – 2 صعود، 4 هبوط                 | دوري الدرجة الخامسة الإنجليزي 24 أندية – 2 صعود، 4 هبوط                   | دوري الدرجة الخامسة الإنجليزي 24 أندية – 2 صعود، 4 هبوط                   | دوري الدرجة الخامسة الإنجليزي 24 أندية – 2 صعود، 4 هبوط                   | دوري الدرجة الخامسة الإنجليزي 24 أندية – 2 صعود، 4 هبوط                   | دوري الدرجة الخامسة الإنجليزي 24 أندية – 2 صعود، 4 هبوط                 | دوري الدرجة الخامسة الإنجليزي 24 أندية – 2 صعود، 4 هبوط                 | دوري الدرجة الخامسة الإنجليزي 24 أندية – 2 صعود، 4 هبوط                 | دوري الدرجة الخامسة الإنجليزي 24 أندية – 2 صعود، 4 هبوط                 |
| 6       | دوري الشمال الوطني 22 أندية – 2 صعود، 2 هبوط                               | دوري الشمال الوطني 22 أندية – 2 صعود، 2 هبوط                               | دوري الشمال الوطني 22 أندية – 2 صعود، 2 هبوط                               | دوري الشمال الوطني 22 أندية – 2 صعود، 2 هبوط                               | دوري الشمال الوطني 22 أندية – 2 صعود، 2 هبوط                               | دوري الشمال الوطني 22 أندية – 2 صعود، 2 هبوط                               | دوري الشمال الوطني 22 أندية – 2 صعود، 2 هبوط                               | دوري الشمال الوطني 22 أندية – 2 صعود، 2 هبوط                               | دوري الشمال الوطني 22 أندية – 2 صعود، 2 هبوط                               | دوري الشمال الوطني 22 أندية – 2 صعود، 2 هبوط                               | دوري الشمال الوطني 22 أندية – 2 صعود، 2 هبوط                               | دوري الشمال الوطني 22 أندية – 2 صعود، 2 هبوط                               | دوري الشمال الوطني 22 أندية – 2 صعود، 2 هبوط                             | دوري الشمال الوطني 22 أندية – 2 صعود، 2 هبوط                             | دوري الجنوب الوطني 22 أندية – 2 صعود، 2 هبوط                             | دوري الجنوب الوطني 22 أندية – 2 صعود، 2 هبوط                             | دوري الجنوب الوطني 22 أندية – 2 صعود، 2 هبوط                            | دوري الجنوب الوطني 22 أندية – 2 صعود، 2 هبوط                            | دوري الجنوب الوطني 22 أندية – 2 صعود، 2 هبوط                            | دوري الجنوب الوطني 22 أندية – 2 صعود، 2 هبوط                            | دوري الجنوب الوطني 22 أندية – 2 صعود، 2 هبوط                              | دوري الجنوب الوطني 22 أندية – 2 صعود، 2 هبوط                              | دوري الجنوب الوطني 22 أندية – 2 صعود، 2 هبوط                              | دوري الجنوب الوطني 22 أندية – 2 صعود، 2 هبوط                              | دوري الجنوب الوطني 22 أندية – 2 صعود، 2 هبوط                            | دوري الجنوب الوطني 22 أندية – 2 صعود، 2 هبوط                            | دوري الجنوب الوطني 22 أندية – 2 صعود، 2 هبوط                            | دوري الجنوب الوطني 22 أندية – 2 صعود، 2 هبوط                            |
| 7       | الدوري الشمالي الممتاز Premier Division 22 أندية – 2 صعود، 2–3 هبوط        | الدوري الشمالي الممتاز Premier Division 22 أندية – 2 صعود، 2–3 هبوط        | الدوري الشمالي الممتاز Premier Division 22 أندية – 2 صعود، 2–3 هبوط        | الدوري الشمالي الممتاز Premier Division 22 أندية – 2 صعود، 2–3 هبوط        | الدوري الشمالي الممتاز Premier Division 22 أندية – 2 صعود، 2–3 هبوط        | الدوري الشمالي الممتاز Premier Division 22 أندية – 2 صعود، 2–3 هبوط        | الدوري الشمالي الممتاز Premier Division 22 أندية – 2 صعود، 2–3 هبوط        | الدوري الجنوبي لكرة القدم Central Division 22 أندية – 2 صعود، 2–3 هبوط     | الدوري الجنوبي لكرة القدم Central Division 22 أندية – 2 صعود، 2–3 هبوط     | الدوري الجنوبي لكرة القدم Central Division 22 أندية – 2 صعود، 2–3 هبوط     | الدوري الجنوبي لكرة القدم Central Division 22 أندية – 2 صعود، 2–3 هبوط     | الدوري الجنوبي لكرة القدم Central Division 22 أندية – 2 صعود، 2–3 هبوط     | الدوري الجنوبي لكرة القدم Central Division 22 أندية – 2 صعود، 2–3 هبوط   | الدوري الجنوبي لكرة القدم Central Division 22 أندية – 2 صعود، 2–3 هبوط   | الدوري الجنوبي لكرة القدم South Division 22 أندية – 2 صعود، 2–3 هبوط     | الدوري الجنوبي لكرة القدم South Division 22 أندية – 2 صعود، 2–3 هبوط     | الدوري الجنوبي لكرة القدم South Division 22 أندية – 2 صعود، 2–3 هبوط    | الدوري الجنوبي لكرة القدم South Division 22 أندية – 2 صعود، 2–3 هبوط    | الدوري الجنوبي لكرة القدم South Division 22 أندية – 2 صعود، 2–3 هبوط    | الدوري الجنوبي لكرة القدم South Division 22 أندية – 2 صعود، 2–3 هبوط    | الدوري الجنوبي لكرة القدم South Division 22 أندية – 2 صعود، 2–3 هبوط      | الرابطة البرلمانية Premier Division 22 أندية – 2 صعود، 2–3 هبوط           | الرابطة البرلمانية Premier Division 22 أندية – 2 صعود، 2–3 هبوط           | الرابطة البرلمانية Premier Division 22 أندية – 2 صعود، 2–3 هبوط           | الرابطة البرلمانية Premier Division 22 أندية – 2 صعود، 2–3 هبوط         | الرابطة البرلمانية Premier Division 22 أندية – 2 صعود، 2–3 هبوط         | الرابطة البرلمانية Premier Division 22 أندية – 2 صعود، 2–3 هبوط         | الرابطة البرلمانية Premier Division 22 أندية – 2 صعود، 2–3 هبوط         |
| 8       | الدوري الشمالي الممتاز Division One North West 20 أندية – 2 صعود، 0–1 هبوط | الدوري الشمالي الممتاز Division One North West 20 أندية – 2 صعود، 0–1 هبوط | الدوري الشمالي الممتاز Division One North West 20 أندية – 2 صعود، 0–1 هبوط | الدوري الشمالي الممتاز Division One North West 20 أندية – 2 صعود، 0–1 هبوط | الدوري الشمالي الممتاز Division One South East 20 أندية – 2 صعود، 0–1 هبوط | الدوري الشمالي الممتاز Division One South East 20 أندية – 2 صعود، 0–1 هبوط | الدوري الشمالي الممتاز Division One South East 20 أندية – 2 صعود، 0–1 هبوط | الدوري الشمالي الممتاز Division One South East 20 أندية – 2 صعود، 0–1 هبوط | الدوري الجنوبي لكرة القدم Division One Central 20 أندية – 2 صعود، 0–1 هبوط | الدوري الجنوبي لكرة القدم Division One Central 20 أندية – 2 صعود، 0–1 هبوط | الدوري الجنوبي لكرة القدم Division One Central 20 أندية – 2 صعود، 0–1 هبوط | الدوري الجنوبي لكرة القدم Division One Central 20 أندية – 2 صعود، 0–1 هبوط | الدوري الجنوبي لكرة القدم Division One South 20 أندية – 2 صعود، 0–1 هبوط | الدوري الجنوبي لكرة القدم Division One South 20 أندية – 2 صعود، 0–1 هبوط | الدوري الجنوبي لكرة القدم Division One South 20 أندية – 2 صعود، 0–1 هبوط | الدوري الجنوبي لكرة القدم Division One South 20 أندية – 2 صعود، 0–1 هبوط | الرابطة البرلمانية Division One North 20 أندية – 2 صعود، 0–1 هبوط       | الرابطة البرلمانية Division One North 20 أندية – 2 صعود، 0–1 هبوط       | الرابطة البرلمانية Division One North 20 أندية – 2 صعود، 0–1 هبوط       | الرابطة البرلمانية Division One North 20 أندية – 2 صعود، 0–1 هبوط       | الرابطة البرلمانية Division One South Central 20 أندية – 2 صعود، 0–1 هبوط | الرابطة البرلمانية Division One South Central 20 أندية – 2 صعود، 0–1 هبوط | الرابطة البرلمانية Division One South Central 20 أندية – 2 صعود، 0–1 هبوط | الرابطة البرلمانية Division One South Central 20 أندية – 2 صعود، 0–1 هبوط | الرابطة البرلمانية Division One South East 20 أندية – 2 صعود، 0–1 هبوط  | الرابطة البرلمانية Division One South East 20 أندية – 2 صعود، 0–1 هبوط  | الرابطة البرلمانية Division One South East 20 أندية – 2 صعود، 0–1 هبوط  | الرابطة البرلمانية Division One South East 20 أندية – 2 صعود، 0–1 هبوط  |